# Brizon, Haute-Savoie
Brizon este o comună în departamentul Haute-Savoie din sud-estul Franței. În 2009 avea o populație de 443 de locuitori.

## Evoluția populației
| An        | 1975 | 1982 | 1990 | 1999 | 2006 | 2009 |
| --------- | ---- | ---- | ---- | ---- | ---- | ---- |
| Populație | 300  | 301  | 337  | 383  | 441  | 443  |